# Willy's Wonderland
Willy's Wonderland és una pel·lícula de terror, comèdia i acció estatunidenca del 2021 dirigida per Kevin Lewis a partir d'un guió de G. O. Parsons. La pel·lícula és protagonitzada per Nicolas Cage, que també va exercir de productor, juntament amb Emily Tosta, Ric Reitz, Chris Warner, Kai Kadlec, Christian Del Grosso, Caylee Cowan, Terayle Hill, Jonathan Mercedes, David Sheftell i Beth Grant. Segueix un vagabund tranquil que és enganyat perquè netegi un centre d'oci familiar abandonat perseguit per vuit personatges animatrònics assassins. S'ha doblat i subtitulat al català amb la distribució de Youplanet Pictures.
El projecte es va anunciar l'octubre de 2019, i Parsons va concebre la idea a partir del seu curtmetratge de 2016 Wally's Wonderland, que també era el nom original del guió. La idea cridar l'atenció de Cage, que va acceptar participar tant com a actor com com a productor. Es va contractar Lewis com a director el desembre de 2019, mentre que el repartiment d'actors es va confirmar el febrer de 2020. Abans de la seva estrena, la pel·lícula va rebre un petit seguiment de culte per part de grups d'aficionats a causa de compartir la seva premissa amb la franquícia Five Nights at Freddy's.
Willy's Wonderland es va estrenar en cinemes a tot el món el 30 d'octubre de 2020, però es va ajornar com a resposta a la pandèmia de la COVID-19. En canvi, es va estrenar a través de vídeo a la carta, amb una estrena simultània limitada als Estats Units, el 12 de febrer de 2021 de la mà d'Screen Media Films. La pel·lícula va rebre comentaris de la crítica en diversos sentits.

## Repartiment

### Humans
- Nicolas Cage com el conserge
- Emily Tosta com a Liv Hawthorne

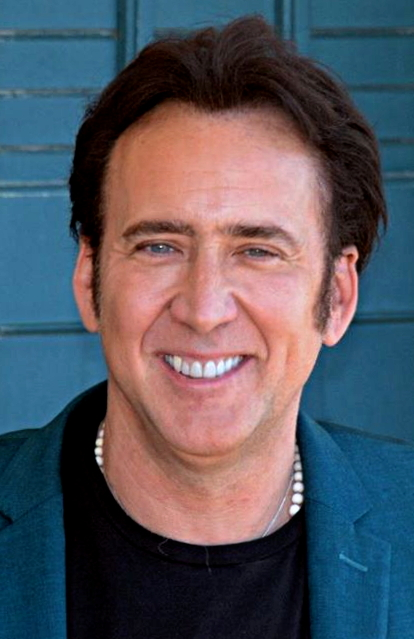
Nicolas Cage interpreta el conserge.

- Beth Grant com la xèrif Eloise Lund
- David Sheftell com a Evan Olson
- Ric Reitz com a Tex Macadoo
- Chris Warner com a Jed Love
- Kai Kadlec com a Chris Muley
- Caylee Cowan com a Kathy Barnes
- Terayle Hill com a Bob McDaniel
- Christian Del Grosso com a Aaron Powers
- Jonathan Mercedes com a Dan Lorraine
- Grant Cramer com a Jerry Robert Willis
- Chris Padilla com a Jim Hawthorne
- Olga Cramer com a Judy Hawthorne
- Kamia Arrington com a Little Liv

### Animatrònics
| Personatge      | Intèrpret           | Veu en anglès  |
| --------------- | ------------------- | -------------- |
| Willy Weasel    | Jiri Stanek         | Émoi           |
| Siren Sara      | Jessica Graves      | Jessica Graves |
| Cammy Chameleon | Taylor Towery       | Madisun Leigh  |
| Ozzie Ostrich   | B. J. Guyer         | Abel Arias     |
| Tito Turtle     | Chris Schmidt Jr.   | Abel Arias     |
| Gus Gorilla     | Billy Bussey        | Mark Gagliardi |
| Arty Alligator  | Christopher Bradley | Sense veu      |
| Knighty Knight  | Duke Jackson        | Sense veu      |